# بولو (بازیکن فوتبال)
بولو (اسپانیایی: Bolo‎؛ زادهٔ ۵ مارس ۱۹۷۴) بازیکن فوتبال در پست مهاجم اهل اسپانیا است.

## باشگاهی
از باشگاه‌هایی که در آن بازی کرده‌است می‌توان به باشگاه فوتبال نومانسیا، باشگاه فوتبال اتلتیک بیلبائو بی، باشگاه فوتبال اوساسونا، باشگاه فوتبال اتلتیک بیلبائو، باشگاه خیمناستیک تاراگونا، باشگاه فوتبال هرکولس، و باشگاه فوتبال رایو وایکانو اشاره کرد.

## تیم ملی
وی همچنین در تیم ملی فوتبال باسک بازی کرده‌است.